# Harald Himmer
Harald „Harry“ Himmer (* 24. November 1964 in Wien) ist ein österreichischer Politiker (ÖVP) und war bis  Ende 2012 Generaldirektor der Alcatel-Lucent Austria AG. Himmer war Vizepräsident des Bundesrates und Mitglied der Parlamentarischen Versammlung des Europarats.

## Ausbildung und Beruf
Harald Himmer besuchte in Wien die Volksschule und die AHS (Realgymnasium), wo er 1983 maturierte. Anschließend begann er ein Studium der Betriebswirtschaftslehre an der Wirtschaftsuniversität Wien, das er 1989 mit dem Magisterium (Mag. rer. soc. oec.) abschloss.
Nach dem Studium war er zuerst in der Werbebranche tätig und wurde 1992 Angestellter bei der Alcatel Austria AG.  2003 bis 2007 war er Vertriebsdirektor bei Alcatel Austria und wurde ab 1. April 2007 zum Generaldirektor der Alcatel-Lucent Austria bestellt. Vier Monate später übernahm er auch die Geschäftsführung von Alcatel-Lucent Ungarn.

## Politik
Harald Himmer begann seinen politischen Werdegang bei der Jungen ÖVP (JVP) und wurde 1990 Bundesobmann dieser Organisation. Dieses Amt hatte er bis 1993 inne.

### „Bonzen quälen, Himmer wählen“
In seine Zeit als JVP-Obmann fiel auch der Nationalratswahlkampf des Jahres 1990. Der damals 26-Jährige wurde wie die meisten jüngeren Kandidaten auf einem eher aussichtslosen Listenplatz gereiht. Er versuchte jedoch im Wahlkampf Vorzugsstimmen zu sammeln und trat mit Aufklebern mit der Aufschrift „Bonzen quälen – Himmer wählen“ an. Unter dem Titel „Bonzen, wollt Ihr ewig fressen? Harry Himmers Diätvorschläge gegen die Politversklavung“ lud er zu einer Pressekonferenz ein. Seine Forderungen waren eine Beschränkung der parlamentarischen Tätigkeit auf zwei Funktionsperioden in einer Folge und ein Persönlichkeitswahlrecht. Harald Himmer bekam durch seine Kampagne nicht die nötige Anzahl von Vorzugsstimmen, um in den Nationalrat einziehen zu können. Aus dieser Zeit gibt es noch parteiinterne Gegner, die ihm seine Wortwahl im Nationalratswahlkampf noch immer übel nehmen.

### Bundesratsmandat
Seit 1995 ist er Obmann der Bezirksparteiorganisation der ÖVP in Wien-Landstraße. Der Wiener Landtag entsandte ihn im gleichen Jahr erstmals in den Bundesrat. Am 26. Juni 1995 wurde er als Nachfolger von Erich Putz angelobt. Im ersten Halbjahr 2004 war er Vizepräsident des Bundesrates, ebenso im 2. Halbjahr 2008 und ab 1. Mai 2009.
Von 2000 bis 2008 war er Mitglied der österreichischen Delegation zur Parlamentarischen Versammlung des Europarates. Nach der Nominierung Johannes Hahns zum EU-Kommissar bewarb sich Himmer um dessen Nachfolge als Landesobmann der ÖVP in Wien.
Da bei der Landtags- und Gemeinderatswahl in Wien 2015 die ÖVP ihren Anspruch auf einen Sitz im Bundesrat verlor, schied Harald Himmer mit 23. November 2015 aus diesem aus. Nach der Landtags- und Gemeinderatswahl in Wien 2020 wurde er mit 24. November 2020 erneut Mitglied des Bundesrates.

## Tetron-Affäre
Gegen Himmer ermittelte die Staatsanwaltschaft Wien wegen des Verdachts auf Schmiergeld-Zahlungen. Peter Pilz behauptete, dass Himmer als Chef von Alcatel-Lucent drei Millionen Euro via Alfons Mensdorff-Pouilly und Industriellenvereinigung an die ÖVP bezahlt haben soll, um einen Auftrag des von Ernst Strasser (ÖVP) geführten Innenministeriums zur Einführung eines neuen Funksystems für Behörden und Einsatzkräfte zu erhalten.
Im Februar 2012 empfahl der parlamentarische Immunitätsausschuss auf Antrag der Staatsanwaltschaft Himmers Immunität aufzuheben um weitere Ermittlungen zu ermöglichen.
Die Ermittlungen wurden 2019 eingestellt.

## Auszeichnungen
- 2004: Großes Goldenes Ehrenzeichen für Verdienste um die Republik Österreich[7]